# Silvia Praticò
Silvia Praticò (Reggio Calabria, 9 gennaio 2002) è una giocatrice di calcio a 5 italiana, pivot del Città di Falconara e della Nazionale.

## Carriera
Cresciuta nelle giovanili del Mirabella, fa il suo esordio in Serie C nel 2017 e, alla seconda stagione, vince la Coppa Italia regionale. Passa al Cataforio dove vince la seconda Coppa Italia regionale prima che il campionato venga sospeso a causa del Covid.
Gli oltre 90 gol tra campionati e coppe la fanno notare dalla Vigor Lamezia è così, nel 2020 fa il suo esordio in A2. Con le biancoverdi sigla 41 reti diventa capocannoniere del Girone D e trascina la squadra fino ai quarti di finale play off.
L’ottima annata le vale la chiamata del Falconara. Fa il suo esordio in Serie A il 10 ottobre 2021 contro il Padova. Il 10 febbraio 2022, sempre contro il Padova nella gara di ritorno, segna la sua prima rete nella massima serie.
È l'anno d’oro del futsal falconarese che mette in fila uno storico Triplete nazionale: in bacheca arrivano Supercoppa Italiana, Coppa Italia e Scudetto.
A questi successi Praticò aggiunge anche lo Scudetto Under 19, torneo che disputa da vera trascinatrice vincendo la classifica cannonieri e il titolo di MVP della Final Eight.
A fine campionato arriva anche la chiamata della Nazionale . L’esordio è del 15 giugno nell’amichevole casalinga contro l’Ucraina.
Il campionato successivo conferma la striscia positiva di vittorie con la conquista della Supercoppa Italiana 2022 nella finale di Genzano contro il Real Statte e, il 22 dicembre, del titolo continentale al termine dell'European Women's Futsal Tournament 2022, la Champions del calcio a 5 femminile.
Nella stagione 2024/2025, la migliore dal punto di vista realizzativo, è una delle pedine fondamentali per la conquista del secondo scudetto della storia del Città di Falconara con gol pesanti come contro il Bitonto in gara1 della semifinale e quelli messi a segno contro il Tikitaka Francavilla in regular season. A fine stagione lascia la squadra marchigiana.

## Statistiche Calcio a 5

### Presenze e reti in Serie A
Aggiornato a giugno 2025.
| Stagione                  | Squadra                   | Campionato                | Campionato | Campionato | Coppa della Divisione | Coppa della Divisione | Coppa Italia | Coppa Italia | Supercoppa Italiana | Supercoppa Italiana | European Woman's Futsal | European Woman's Futsal | Totale | Totale |
| Stagione                  | Squadra                   | Comp                      | Pres       | Reti       | Pres                  | Reti                  | Pres         | Reti         | Pres                | Reti                | Pres                    | Reti                    | Pres   | Reti   |
| ------------------------- | ------------------------- | ------------------------- | ---------- | ---------- | --------------------- | --------------------- | ------------ | ------------ | ------------------- | ------------------- | ----------------------- | ----------------------- | ------ | ------ |
| 2021-2022                 | Falconara                 | Serie A                   | 13         | 2          |                       |                       | 3            | 0            | 1                   | 0                   | 3                       | 1                       | 20     | 3      |
| 2022-2023                 | Falconara                 | Serie A                   | 31         | 14         |                       |                       | 1            | 0            | 1                   | 0                   |                         |                         | 32     | 14     |
| 2023-2024                 | Falconara                 | Serie A                   | 26         | 16         |                       |                       | 1            | 0            |                     |                     |                         |                         | 27     | 16     |
| 2024-2025                 | Falconara                 | Serie A                   | 29         | 17         |                       |                       | 2            | 1            |                     |                     |                         |                         | 31     | 18     |
| Totale Città di Falconara | Totale Città di Falconara | Totale Città di Falconara | 99         | 49         |                       |                       | 7            | 1            | 2                   | 0                   | 3                       | 1                       | 111    | 51     |

## Palmarès
- : Campionato Italiano 2

Città di Falconara: 2021-22, 2024-25
- Coppa Italia: 1

Città di Falconara: 2021-2022
- Supercoppa Italiana: 2

Città di Falconara: 2021, 2022
- European Women's Futsal Tournament: 1

Città di Falconara: 2022

## Competizioni giovanili nazionali
- Scudetto Under 19: 1

2021-22

## Titoli individuali
- Capocannoniere A2 2020-21
- MVP della Final Eight del Campionato nazionale Under 19 2021-22